# 保健体育委員 (お笑いコンビ)
保健体育委員(ほけんたいいくいいん)は、かつて存在した日本のお笑いコンビ。所属していた事務所はホリプロ。
1996年4月、高校の同級生で結成。愛称は「ホケタイ」。

## 概要
コンビ名の由来は、2人とも中高で保健体育委員をやっていたからとのこと。
高校3年の時、お笑いコンテストに出場し、学校に内緒で受けてグランプリを2つ獲得し、主催する専門学校の特待生となる。
私立の厳しい高校であったため、退学寸前になったが2人の親が学校に陳謝したことで謹慎処分で済む(その後、学校から毎年学園祭に呼んでもらえるようになった)。
専門学校に通いながらホリプロに所属し、『アッコにおまかせ！』のアシスタントを務めた。
ボキャブラ天国出演時はコンビ揃って太っており、自分たちの容姿を利用したネタが多かったが、メジャーに上がる事は出来なかった。また、当時既に高校は卒業していたが、キャッチコピーは「鎌倉名門女子高校」だった。
ホリプロを辞めた後もフリーでコンビでの活動を続け、茅ヶ崎にて単独ライブを行ったり、J:COM 湘南の番組に出演しリポーターを務めたが、その後解散。

## プロフィール
- 金子真弓(かねこ　まゆみ、1977年12月15日 - ）

東京都出身。血液型B型。
- 岩田未来（いわた　みく、1977年11月5日 - ）

神奈川県出身。血液型A型。午前9時45分、快晴の日に生まれた。一人っ子。
名前の由来は、岩田が大人になる時に２１世紀を迎えるので、「未来に羽ばたけ！」という意味で「未来(みく)」と名付けられたとのこと。
母親は元茅ヶ崎市議会議員の岩田はるみ。フリー時は母親がマネージャーとしてサポートしていた。
解散後、一人のお客さんを笑顔にしたいと資生堂のビューティーカウンセラーになり、チーフにまでなった。
2008年秋に結婚。結婚式の仲人は自由民主党所属の衆議院議員である河野太郎が務めた。式では新婦が一人で喋りまくっていたとのこと。
黒柴とインコを飼っており、動物の気持ちが知りたいと「愛玩動物飼養管理士」の２級を取得し、１級を目指して勉強中(2012年時点)。
母親のXアカウントによると、母方祖母は存命で2025年1月に97歳になったとのこと。岩田未来自身も母親のXアカウントに頻繁に登場するが、岩田未来の夫や子供は登場しないため離婚しているのか子供の存在の有無などの詳細は不明。

## 主な出演番組
- タモリのボキャブラ天国(フジテレビ) - キャッチコピーは「鎌倉名門女子高校」
- どこでも！ f-mode(J:COM 湘南)
- アッコにおまかせ!(TBSテレビ)

## 脚註
1. ↑  「ガチンコ! 若手お笑い芸人読本」（1998年、勁文社）
2. ↑  岩田はるみのblogの2012年11月5日投稿分より(現在、blogは閉鎖している)
3. ↑  岩田はるみ（@R5ndeE6Vb1M4MjH） (2023年6月30日). “２０年表彰”.   twitter. 2024年2月4日閲覧。
4. ↑  岩田はるみのblogの2009年7月7日投稿分より(現在、blogは閉鎖している)
5. ↑  河野太郎の公式ブログ『ごまめの歯ぎしり』2008年10月26日投稿分より
6. ↑  https://x.com/mlMQGYaGWp55654/status/1870423762832945496/photo/1